# COX7A2
COX7A2 (англ. Cytochrome c oxidase subunit 7A2) – білок, який кодується однойменним геном, розташованим у людей на короткому плечі 6-ї хромосоми. Довжина поліпептидного ланцюга білка становить 83 амінокислот, а молекулярна маса — 9 396.
| 10         |  | 20         |  | 30         |  | 40         |  | 50         |
| ---------- |  | ---------- |  | ---------- |  | ---------- |  | ---------- |
| MLRNLLALRQ |  | IGQRTISTAS |  | RRHFKNKVPE |  | KQKLFQEDDE |  | IPLYLKGGVA |
| DALLYRATMI |  | LTVGGTAYAI |  | YELAVASFPK |  | KQE        |  |            |

A: Аланін

D: Аспарагінова кислота

E: Глутамінова кислота

F: Фенілаланін

G: Гліцин

H: Гістидин

I: Ізолейцин

K: Лізин

L: Лейцин

M: Метіонін

N: Аспарагін

P: Пролін

Q: Глутамін

R: Аргінін

S: Серин

T: Треонін

V: Валін

Задіяний у такому біологічному процесі, як ацетилювання. 
Локалізований у мембрані, мітохондрії, внутрішній мембрані мітохондрії.